# Flemingsburg (Kentucky)
Flemingsburg es una ciudad situada en el condado de Fleming, Kentucky, Estados Unidos. Tiene una población estimada, a mediados de 2023, de 2988 habitantes.
Es la sede del condado.

## Geografía
La localidad está ubicada en las coordenadas 38°25′28″N 83°44′26″O / 38.42444, -83.74056 (38.424568, -83.740487). Según la Oficina del Censo, tiene una superficie total de 7.00 km², de los cuales 6.97 km² corresponden a tierra firme y 0.03 km² están cubiertos de agua.

## Demografía
Según el censo de 2020, en ese momento había 2953 personas residiendo en la localidad. La densidad de población era de 423.67 hab./km². El 91.0% de los habitantes eran blancos, el 3.4% eran afroamericanos, el 0.2% eran amerindios, el 0.1% eran asiáticos, el 0.1% eran isleños del Pacífico, el 1.8% eran de otras razas y el 3.4% eran de una mezcla de razas. Del total de la población, el 3.2% eran hispanos o latinos de cualquier raza.